# Lakerda

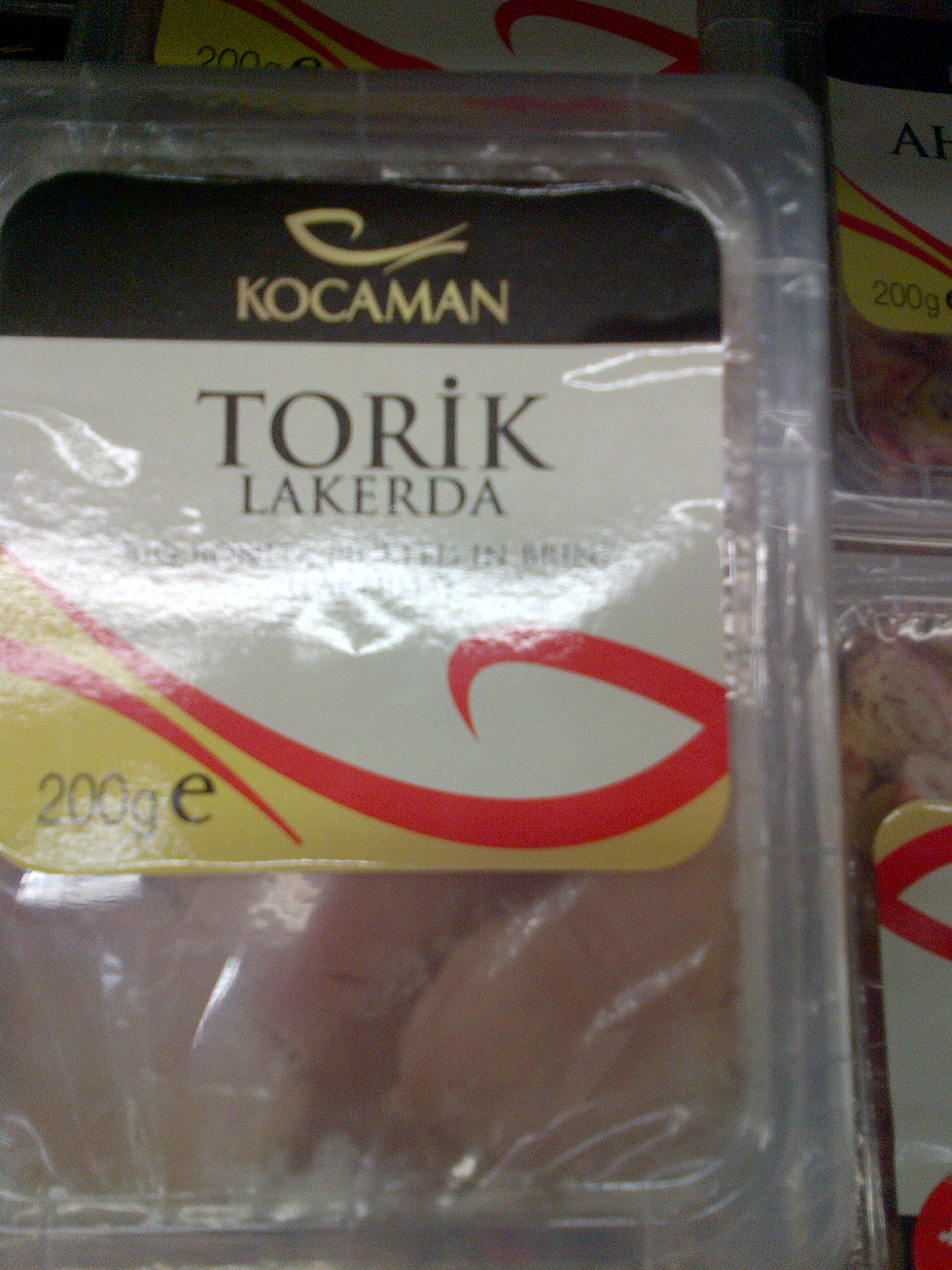
Torik lakerda (lakerda de bonítol)

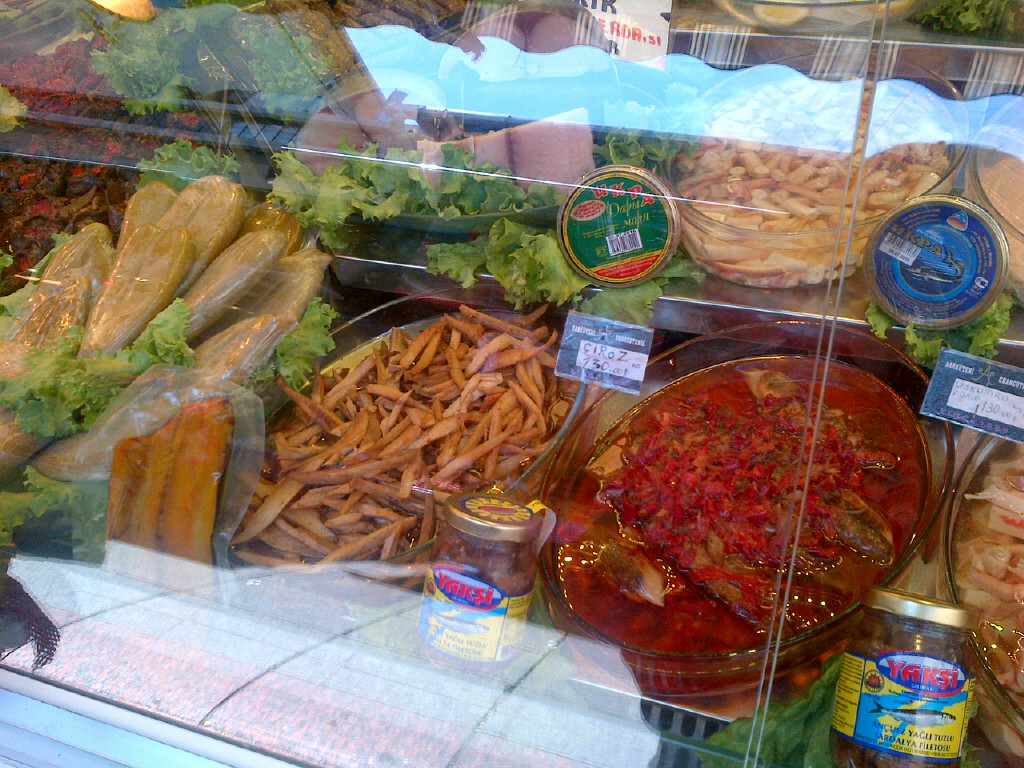
"Havyar", lakerda (darrere, a l'esquerra) i "çiroz" al Mercat Històric de Kadıköy, Istanbul.

El lakerda és un assecat o escabetx del bonítol, un plat fred de la cuina turca que es menja com un meze a les cuines dels antics països de l'Imperi Otomà. La lakerda és feta de bonítol d'un any d'edat, anomenat torik en turc, és especialment preuat el que ha fet la migració a través del Bòsfor.

## Nom
Lakerda (λακέρδα) ve del grec lakerta (λακέρτα) verat, que al seu torn prové del llatí Lacerta cavalla o sorell. Una altra afirmació sobre l'origen de la paraula és que prové de les paraules espanyoles la querida (l'estimada).

## Preparació
Els filets de bonítol són desossats, posats en salmorra i dessalats prop d'una setmana. Quan aquest procés finalitza són emmagatzemats en oli d'oliva.
De vegades es fan servir verats grossos o tonyines petites en comptes de bonítol.

## Servint
Tant a Turquia com a Grècia, el lakerda es va servir com a meze, amb la ceba (morada) a rodanxes. El suc de llimona i oli d'oliva són comuns, però poden canviar els altres acompanyaments, per exemple pebre negre. El Lakerda va generalment acompanyat de rakı, en una sofra de rakı, anomenat "çilingir sofrası" en llengua i cultura turca.